# Dane Clark
Dane Clark, właśc. Bernard Zanville (ur. 26 lutego 1912 w Brooklynie, zm. 11 września 1998 w Santa Monica) – amerykański aktor charakterystyczny.
8 lutego 1960 otrzymał własną gwiazdę w Alei Gwiazd w Los Angeles znajdującą się przy 6906 Hollywood Boulevard.

## Życiorys
Urodził się w Brooklynie w rodzinie żydowskich imigrantów jako Rose A. Korostoff Zanvill i Samuela Zanvilla. Jego ojciec był właścicielem sklepu z artykułami sportowymi. W 1936 ukończył studia na Uniwersytecie Cornella w Ithace w stanie Nowy Jork. W 1938 uzyskał dyplom prawnika w St. John’s University School of Law w Queens w stanie Nowy Jork. W czasie wielkiego kryzysu pracował jako bokser, baseballista, robotnik budowlany i model.
Potrzebując pieniędzy na opłacenie szkoły prawniczej, Clark zaczął występować za namową aktora Johna Garfielda. W 1935 debiutował na Broadwayu w sztuce Archibalda MacLeisha Panika. W 1943 podpisał kontrakt z Warner Bros. i często występował w filmach wojennych Konwój (1943) w reż. Lloyda Bacona z Humphreyem Bogartem, Cel: Tokio (Destination Tokyo, 1943) w reż. Delmera Davesa z Carym Grantem i Pride of the Marines (1945) z Johnem Garfieldem.
Według Clarka to Humphrey Bogart nadał mu pseudonim sceniczny. We wrześniu 1946 w wydaniu magazynu „Movie Life” okrzyknięto go „najbardziej stylowym aktorem Hollywood”. Przyznano mu dożywotnie członkostwo w Actors Studio. Od 6 kwietnia 1954 do 7 września 1954 grał rolę Petera Chambersa w detektywistycznym słuchowisku radiowym NBC Zbrodnia i Peter Chambers. W sezonie 1954–1955 występował w roli Richarda Adamsa w serialu kryminalnym NBC Sprawiedliwość (Justice), opowiadającym o prawnikach z Towarzystwa Pomocy Prawnej w Nowym Jorku.
Zmarł 11 września 1998 w szpitalu św. Jana w Santa Monica w Kalifornii na raka płuc w wieku 86 lat.

## Filmografia

### Filmy
- 1942: Duma Jankesów' jako chłopak z bractwa
- 1943: Konwój jako Johnnie Pulaski
- 1945: Duma marynarki jako Lee Diamond
- 1949: Without Honor jako Bill Bandle
- 1956: Massacre jako Ramon
- 1971: W obliczu strachu (The Face of Fear, TV) jako Tamworth
- 1976: James Dean (TV) jako James Whitmore
- 1988: Ostatni sakrament (Last Rites) jako Don Carlo

### Seriale
- 1960: Rawhide jako Jeff Barkley
- 1961: Strefa mroku jako Ace Larsen
- 1962–1963: Nietykalni jako dr Victor Garr
- 1964: Prawo Burke’a jako Milton Yeager
- 1968: Ironside jako Phil Manning
- 1969: Ironside jako Ben Ames
- 1970: Bill Cosby Show' jako Dave Baxter
- 1970: Ironside jako Vern Emmerich
- 1970–1971: Mannix jako porucznik Ira Deegan
- 1971: Ironside jako Roy Lewis
- 1972: Mission: Impossible jako Sam Dexter
- 1974: Sierżant Anderson jako Ned Duffy
- 1974: Ironside jako Pan Todd
- 1975: Hawaii Five-O jako Jesse Cooper
- 1976: Sierżant Anderson jako Sam Corbett / sierżant Paul Barnett
- 1976: Starsky i Hutch jako Vic Rankin
- 1977: Hawaii Five-O jako Victor Jovanko
- 1977: Sierżant Anderson jako Grebbs
- 1978: Hawaii Five-O jako sierżant Riley
- 1984: Napisała: Morderstwo jako agent FBI O’Farrell
- 1985: Autostrada do nieba jako Paul Tarsten
- 1989: Napisała: Morderstwo jako Henri Viscard